# محمد رضا شكيبي الأصفهاني
محمد رضا بن عبد الله الأصفهاني المتخلص بـشكيبي (1577-1614) شاعر فارسي في البلاط المغولي في الهند وتولى بعض المناصب الحكومية والدينية بها.

## سيرته
ولد محمد رضا بن ظهير الدين عبد الله الأصفهاني في عام 1577 م/ 964 هـ بمدينة أصفهان في عائلة المعروفة بـإمامي. درس في أصفهان ومال إلى الشعر. كان من أساتذته الأمير روزبهان صبري وهو خاله ومن الشعراء الفرس في عهد الصفوي. أكمل دراسته في مشهد وهرات ثم هاجر إلى الهند في 1590 وأقام بها. خدم عبد الرحيم خان خانان ورافقه في سند ودكن. 

مرض شكيبي عندما كان يسكن في مالوا و «نَذَر علي نفسه لو شُفيت أن يزور الحرمين الشريفين وأوفى به.» أمضى ثلاث سنوات في مكة والمدينة وغيرها من الأماكن الشيعية في العراق وعاد إلى الهند. أنتخب كـ«صدر» في دلهي وهو منصب ديني أنذاك. 

توفي شكيبي في دلهي عام 1614 م/1023 هـ.

## آثاره
له ساقي نامه (مائة وستة أبيات) و ديوان شعر.